# Plagiomima abdominalis
Plagiomima abdominalis är en tvåvingeart som beskrevs av Aldrich 1926. Plagiomima abdominalis ingår i släktet Plagiomima och familjen parasitflugor.
Artens utbredningsområde är Colorado. Inga underarter finns listade i Catalogue of Life.